# Russell Coutts
Russell Coutts, född den 1 mars 1962 i Wellington, är en nyzeeländsk seglare.
Han tog OS-guld i finnjolle i samband med de olympiska seglingstävlingarna 1984 i Los Angeles.